# Вохринка
Во́хринка — деревня в Раменском муниципальном районе Московской области. Входит в состав сельского поселения Рыболовское. Население — 966 чел. (2010).

## Название
В материалах Генерального межевания XVIII века упоминается как деревня Вахренка на речке Вахренке, с 1862 года — Вохринка. Название происходит от гидронима Вохринка.

## География
Деревня Вохринка расположена в южной части Раменского района, примерно в 16 км к югу от города Раменское. Высота над уровнем моря 138 м. Рядом с деревней протекает река Вохринка и Москва. К деревне приписано СНТ Горка. Ближайший населённый пункт — город Бронницы.

## История
В 1926 году деревня являлась центром Вохринского сельсовета Вохринской волости Бронницкого уезда Московской губернии.
С 1929 года — населённый пункт в составе Бронницкого района Коломенского округа Московской области. 3 июня 1959 года Бронницкий район был упразднён, деревня передана в Люберецкий район. С 1960 года в составе Раменского района.
В 1994—2002 годах Вохринка была центром Вохринского сельского округа. С 2002 и до муниципальной реформы 2006 года деревня входила в состав Рыболовского сельского округа Раменского района.

## Население
| 1926 | 2002 | 2010 |
| ---- | ---- | ---- |
| 254  | ↗903 | ↗966 |

В 1926 году в деревне проживало 254 человека (107 мужчин, 147 женщин), насчитывалось 62 крестьянских хозяйства. По переписи 2002 года — 903 человека (401 мужчина, 502 женщины).